# Saint-Vincent-sur-Oust
Saint-Vincent-sur-Oust è un comune francese di 1 408 abitanti situato nel dipartimento del Morbihan nella regione della Bretagna.
Il territorio comunale è bagnato dalle acque dei fiumi Aff e Oust.

## Società

### Evoluzione demografica
Abitanti censiti